# Serguéi Demiashkevich
Serguéi Nikoláyevich Demiashkevich –en ruso, Сергей Николаевич Демяшкевич; en bielorruso, Сяргей Мікалаевіч Дземяшкевіч; Siarhei Mikolayevich Dzemiashkevich– (Minsk, 28 de agosto de 1966) es un deportista bielorruso que compitió para la Unión Soviética en lucha grecorromana.
Participó en los Juegos Olímpicos de Barcelona 1992, obteniendo una medalla de bronce en la categoría de 100 kg. Ganó dos medallas en el Campeonato Mundial de Lucha, oro en 1990 y bronce en 1991, y dos medallas de oro en el Campeonato Europeo de Lucha, en los años 1991 y 1993.

## Palmarés internacional
| Representando a la URSS           |                          |                   |           |
| Campeonato Mundial                |                          |                   |           |
| Año                               | Lugar                    | Medalla           | Categoría |
| 1990                              | Ostia (Italia)           | Medalla de oro    | 100 kg    |
| 1991                              | Varna (Bulgaria)         | Medalla de bronce | 100 kg    |
| Campeonato Europeo                |                          |                   |           |
| Año                               | Lugar                    | Medalla           | Categoría |
| 1991                              | Aschaffenburg (Alemania) | Medalla de oro    | 100 kg    |
| Representando al Equipo Unificado |                          |                   |           |
| Juegos Olímpicos                  |                          |                   |           |
| Año                               | Lugar                    | Medalla           | Categoría |
| 1992                              | Barcelona (España)       | Medalla de bronce | 100 kg    |
| Representando a Bielorrusia       |                          |                   |           |
| Campeonato Europeo                |                          |                   |           |
| Año                               | Lugar                    | Medalla           | Categoría |
| 1993                              | Estambul (Turquía)       | Medalla de oro    | 100 kg    |